# Blanka Nedvědická
Blanka Nedvědická (* 29. ledna 1962 Rakovník) je česká horolezkyně, sportovkyně, dobrovolná učitelka v indické škole a regionální politička. V roce 2012 byla krátce zastupitelkou Libereckého kraje.

## Životopis
Nedvědická se již od roku 1983 věnuje horolezectví, jako členka československého reprezentačního družstva zdolala například vrcholy Cima del Madonna, Huascarán, Pik Komunizma či Chan Tengri. Svou horolezeckou kariéru v roce 1988 na čas přerušila – po tragické expedici na Annapurnu, při níž zahynul spolulezec Jiří Pelikán. V roce 1989 získala titul mistryně sportu v horolezectví.
I nadále se však věnovala skalním výstupům, jízdě na kajaku i kánoi. V devadesátých letech sjela například kanadské řeky Nahanni a Stikine. Závodila i v triatlonu.

Nedvědická je rovněž běžkyní na lyžích, slavný závod Jizerská padesátka absolvovala poprvé v roce 1980. Účastní se i dalších běžeckých závodů, včetně švédského Vasova běhu, na němž se v roce 2006 umístila na čtrnáctém místě, což je nejlepší dosažené pořadí českých závodnic.
V roce 2006 se opět vrátila k horolezectví. Z původně plánované expedice na horu K2 sešlo, Nedvědická však zdolala vrchol Denali.
V roce 2012 působila půl roku jako dobrovolná učitelka v indickém Himálaji. Ve vesnici Kargyak učila v tzv. Sluneční škole místní děti angličtinu. V roce 2013 plánuje vyučovat anglickému jazyku tibetské uprchlíky v exilovém sídle Dalajlámy, v indické Dharamsale.
Kromě toho se Nedvědická živí jako projektová manažerka, průvodkyně, byla i ředitelkou Jizerské obecně prospěšné společnosti a v roce 2011 ředitelkou společnosti Klasický areál Harrachov.

## Politická kariéra
V letech 1990 až 1994 byla Nedvědická zastupitelkou Ústeckého kraje za Stranu zelených.
V krajských volbách v roce 2012 byla na čtvrtém místě kandidátky koalice Změna pro Liberecký kraj. Uskupení se umístilo na třetím místě, získalo 10 mandátů a Nedvědická se tak stala krajskou zastupitelkou.
Změna pro Liberecký kraj chtěla uzavřít koalici s vítězným hnutím Starostové pro Liberecký kraj, v pětačtyřicetičlenném zastupitelstvu má však tato koalice jen těsnou většinu třiadvaceti zastupitelů, proto je bezpodmínečně nutné, aby bylo při hlasování o důležitých či sporných záležitostech přítomno všech 23 koaličních zastupitelů. V době konání ustavujícího zasedání zastupitelstva, na němž probíhala volba hejtmana kraje, však byla Nedvědická v zahraničí. Z tohoto důvodu na svůj post krajské zastupitelky rezignovala a nahradil ji tak Vladimír Opatrný.
Rezignace však vzbudila pochybnosti, neboť byla podepsána již s předstihem a navíc na ní bylo uvedeno chybné datum. Kvůli těmto nejasnostem opustili zastupitelé zvolení za ČSSD a KSČM po dobu volby krajské rady jednací sál. Zastupitelé ČSSD navíc chtějí rezignaci Nedvědické i celou volbu hejtmana Martina Půty a krajské rady napadnout u správního soudu.
Ve volebním období 2012-2016 je členkou Výboru hospodářského a regionálního rozvoje zastupitelstva Libereckého kraje.